# Mikroregion Bacia de São João

Mikroregion Bacia de São João

Mikroregion Bacia de São João – mikroregion w brazylijskim stanie Rio de Janeiro należący do mezoregionu Baixadas. Ma powierzchnię 1.633,9 km²

## Gminy
- Casimiro de Abreu
- Rio das Ostras
- Silva Jardim